# Капралово
Капралово — упразднённый посёлок в Каргатском районе Новосибирской области. Входил в состав в состав городского поселения «город Каргат». Исключен из учётных данных в 2025 году.

## География
Площадь посёлка — 22 гектара.

## Население
| 2002 | 2007 | 2010 |
| ---- | ---- | ---- |
| 22   | ↗24  | ↘17  |

## Инфраструктура
В посёлке по данным на 2007 год отсутствует социальная инфраструктура.